# みい農業協同組合
みい農業協同組合（みいのうぎょうきょうどうくみあい、通称：JAみい）は、福岡県小郡市に本店を置く農業協同組合。

## 区域
- 小郡市
- 久留米市北野町（旧三井郡北野町）
- 三井郡大刀洗町

## 沿革
- 1963年（昭和38年）4月 - 北野・金島・弓削・大城の各農協が合併し、北野町農協が発足[1]。
- 1964年（昭和39年）3月 - 味坂・小郡・御原・立石・三国の各農協が合併し、小郡市農協が発足[1]。
- 1972年（昭和47年）5月 - 大刀洗・大堰・本郷の各農協が合併し、大刀洗町農協が発足[1]。
- 1991年（平成3年）
  - 4月 - 北野町・小郡市・大刀洗町の各農協が合併し、みい農協が発足[2]。
  - 5月 - 八坂カントリーエレベーターが稼動[2]。
- 1994年（平成6年）8月 - 北野カントリーエレベーターが稼動[2]。
- 1996年（平成8年）4月 - 大刀洗カントリーエレベーターが稼動[2]。
- 2000年（平成12年）4月 - Aコープ事業を（株）エーコープ福岡[3]（現・（株）Aコープ九州）に譲渡[4]。
- 2003年（平成15年）1月 - 14支所体制から、5支所3金融特化店舗体制へ統合・再編[2]。
- 2005年（平成17年）7月 - 農産物直売所「めぐみの里」開設[2]。
- 2011年（平成23年）
  - 3月 - 筑前あさくら農協・にじ農協・久留米市農協および全農福岡県本部との間で、農機事業の一体運営の実施について合意・調印[5]。
  - 4月 - 上記の農機事業一体運営を開始[2]。
    - 全農福岡県本部久留米物流センター内に「広域農機センター」を設置し、各農協を拠点として広域で整備対応を行う。
- 2016年（平成28年）3月 - 5支所3金融特化店舗体制から3支店体制へ統合・再編[2]。
  - 「本店・小郡中央支店」および「北野中央支店」を新築。「大刀洗中央支店」をリニューアル。

## 店舗・施設

### 本店・支店
- 本店
- 北野中央支店
- 小郡中央支店
- 大刀洗中央支店

### 施設
- 営農センター
- 経済部
- 吹上カントリーエレベーター
- 八坂カントリーエレベーター
- 北野カントリーエレベーター
- 大刀洗カントリーエレベーター
- 園芸流通センター
- 大刀洗集出荷場
- 北野パッキングセンター
- 大豆調製施設
- 土づくりセンター
- 農機燃料センター
- 弓削給油所
- 北野給油所
- 大城給油所
- 大堰給油所
- 弓削配送センター
- 経済センター本店
- 経済センター弓削店
- 経済センター大城店
- 経済センター大堰店
- 農産加工場
- 金島加工場
- 山汐加工場
- いきいき介護プラザ
- やすらぎ会館しらゆり
- やすらぎ会館こすもす
- やすらぎ会館みつさわ
- 農産物直売所「めぐみの里」